# 阿努尔夫·科尔斯塔
阿努尔夫·科尔斯塔（挪威語：Arnulf Kolstad，1942年4月23日—2020年5月21日）挪威科技大学社会心理系教授，博士生导师。专长研究文化心理学，曾到北京大学、中国社会科学院、中国科学院心理研究所交流。

## 生平
在刘晓波2010年10月8日获诺贝尔和平奖之後，10月14日新华网登出一篇文章《诺贝尔和平奖授予刘晓波“大错特错”--挪威学者批评诺贝尔委员会居心不良》。文章中說“挪威科技大学教授阿努尔夫·科尔斯塔10月12日接受新华社记者采访时，严厉批评挪威诺贝尔委员会把今年的和平奖授予刘晓波，说‘这是大错特错’，‘诺委会这么做居心不良’，其目的是想在中国推行西方价值观和政治制度。”
法新社据博讯引述纽约新闻评论员报道，科尔斯塔教授得知新华网的报道后，立刻在挪威首都发表声明指出：“这纯粹是造谣。是戈培尔的故伎重演。”他说，有人企图假借挪威人的名义损害挪威诺贝尔奖的名声，其卑鄙目的永远不会得逞。科尔斯塔教授表示，完全赞成诺委会把今年的和平奖授予中国民运人士刘晓波，同时祝愿中国人民早日获得自由。
德国之声中文网报道，德国之声10月17日通过电话对科尔斯塔进行了采访。科尔斯塔表示，自己确实接受过中国记者的采访，他也看了新华网的相关英语报道，其中引述的他的观点并没有什么特别之处。此外，他并没有发表声明指责新华社造谣，对此他一无所知。科尔斯塔还强调，自己在接受挪威以及外国媒体的采访时曾经多次表达过对诺贝尔和平奖委员会的不满。科尔斯塔对德国之声表示，他认为，按照诺贝尔和平奖的设立原则，该奖项应该授予为国与国之间的和平做出贡献的个人或组织，而不是在一国之内争取人权的异议人士。按照这个标准，颁奖给刘晓波是一个错误的选择。随后记者向科尔斯塔提问，是否赞同中国政府的说法，刘晓波“罪犯”因此不应获得诺贝尔和平奖。科尔斯塔表示自己对此“毫无了解”。

科尔斯塔１８日在与新华社奥斯陆分社记者通电话时也表示，他在采访中所表达的看法没有任何改变。他说：“我没有发表过所谓的声明。我坚持我所讲的一切，我没有收回我说过的任何话。网上流传的那个东西是不正确的，那才是纯粹的谣言。”

## 著作
- 《跨文化心理学和文化心理学》
- 《中国人的自我和认同》